# Далмаци (Кунео)
Далмаци је насеље у Италији у округу Кунео, региону Пијемонт.
Према процени из 2011. у насељу је живело 44 становника. Насеље се налази на надморској висини од 389 м.